# Metamorphosis (Rolling-Stones-Album)
Metamorphosis (‚Metamorphose‘) ist ein Kompilations-Album der britischen Rockband The Rolling Stones, das im Jahre 1975 veröffentlicht wurde. Es enthält Demo-Versionen und Outtakes, die von 1964 bis 1970 aufgenommen wurden. In der Bundesrepublik Deutschland wurde es durch die Teldec „Telefunken-Decca“-Schallplatten GmbH in Hamburg veröffentlicht und in den USA von Abkco Records.

## Geschichte
Nach der Veröffentlichung des „Greatest-Hits“-Albums Hot Rocks 1964–1971 im Jahre 1971 wurde ein Album namens „Necrophilia“, bestehend aus unveröffentlichten Outtakes der Rolling-Stones-Aufnahmen von 1964 bis 1970, mit der Hilfe von Andrew Loog Oldham zusammengestellt, welches allerdings nicht veröffentlicht wurde. Stattdessen wurde 1972 ein weiteres „Greatest-Hits“-Album More Hot Rocks (Big Hits & Fazed Cookies) veröffentlicht. 1974 wurde aus den für Necrophilia vorgesehenen Aufnahmen in Zusammenarbeit mit dem damaligen Rolling-Stones-Bassisten Bill Wyman ein Album namens „Black Box“ zusammengestellt, welches auch nicht veröffentlicht wurde. Da der Rolling-Stones-Manager der 60er Jahre Allen Klein, der Anteile der Verwertungsrechte der Aufnahmen der Rolling Stones aus dieser Periode und Anteile der Verlagsrechte der Jagger/Richards-Songs der 60er-Jahre besaß, darauf bestand, mehr Jagger/Richards-Lieder in diesem Projekt verwendet zu sehen, wurde stattdessen Metamorphosis veröffentlicht.
Recherchiert und zusammengestellt wurde das Album von Al Steckler. Die künstlerische Leitung hatten Al Steckler und Richard Roth, das Konzept lieferte Glenn Ross, und Graphiken wurden von Linda Guymon angefertigt. Produziert wurde das Album von Andrew Oldham und Jimmy Miller.
Zu Beginn ihrer Karriere wurden Sänger Mick Jagger und Gitarrist Keith Richards von ihrem damaligen Manager Andrew Loog Oldham gedrängt, eigene Lieder für andere Pop-Sänger zu schreiben. Ergebnisse dieser Auftragsarbeiten sind etwa das Stück As Tears Go By für Marianne Faithfull, oder When Blue Turns to Grey für Dick and Dee Dee. Von diesen Liedern wurden „Demo“-Aufnahmen angefertigt, teils mit Studio-Musikern, teils mit den Rolling Stones als Studio-Band. Teilweise wurden die Demo-Aufnahmen als Backing-Track (Playback) für die späteren Aufnahmen verwendet, indem lediglich der Gesang von Mick Jagger durch die Gesangs-Aufnahmen des jeweiligen Sängers ersetzt wurde. Ein Teil dieser Aufnahmen wurde (mit dem Gesang von Mick Jagger) für das 1965er Album December’s Children (And Everybody’s) in den USA verwendet, was zwar auf Ablehnung von Brian Jones stieß, aber den Ruf des Duos Jagger/Richards als Songschreiber festigte. Weitere bisher nicht veröffentlichte Aufnahmen dieser Periode sind auf Metamorphosis enthalten, mit der Gesangsstimme von Mick Jagger auf den Demo-Aufnahmen. Und so kommt es, dass bei einigen Aufnahmen der einzige Rolling Stone auf den Aufnahmen der Sänger Mick Jagger ist. Weitere Aufnahmen stammen von Sessions für Aftermath, Beggars Banquet, Let It Bleed und Sticky Fingers; es sind Outtakes, also für diese Alben aufgenommene, dann aber doch nicht verwendete Aufnahmen.
Auf der US-amerikanischen Ausgabe fehlen die Titel We’re Wastin’ Time und Some Things Just Stick in Your Mind. Die Innenhülle dieser LP enthält ein Foto einer Frau mit einem Metamorphosis-T-Shirt sowie einen Bestellcoupon für ein solches Shirt.

## Cover
Das Cover zeigt eine Zeichnung von Linda Guymon. Sie zeigt die sechs Rolling-Stones-Mitglieder der 60er Jahre (Charlie Watts, Bill Wyman, Keith Richards, Mick Taylor, Mick Jagger und Brian Jones) mit Insekten-Köpfen und Masken ihrer wahren Gesichter in der Hand.
Das Rückseiten-Cover zeigt eine Zeichnung eines Baumes mit einem Wespennest an einem seiner Äste. Abgedruckt sind dort Liner Notes, die der erste Stones-Managers Andrew Loog Oldham beisteuerte, darunter die Titelliste des Albums und die Produktionsangaben.

## Titelliste
Alle Titel Jagger/Richards, außer wo anders angegeben.
| Britische und deutsche LP-Ausgabe Seite 1 Out of Time – 3:20 If You Let Me – 3:18 Each and Every Day of the Year – 2:48 Heart of Stone – 3:46 I’d Much Rather Be with the Boys ( Oldham /Richards) – 2:09 (Walkin’ Thru the) Sleepy City – 2:50 We’re Wastin’ Time – 2:41 Try a Little Harder – 2:16 Seite 2 I Don’t Know Why ( Wonder /Riser/Hunter/Hardaway) – 3:00 Don’t Lie to Me ( Whittaker ) * – 2:00 Some Things Just Stick in Your Mind – 2:25 Jiving Sister Fanny – 2:45 Downtown Suzie ( B. Wyman ) – 3:51 Family – 3:30 Memo from Turner – 2:42 I’m Going Down ** – 2:50 | US-LP-Ausgabe Seite 1 Out of Time – 3:20 Don’t Lie to Me (Whittaker) * – 2:00 Each and Every Day of the Year – 2:48 Heart of Stone – 3:46 I’d Much Rather Be with the Boys (Oldham/Richards) – 2:09 (Walkin’ Thru the) Sleepy City – 2:50 Try a Little Harder – 2:16 Seite 2 I Don’t Know Why (Wonder/Hunter/Riser/Hardaway) *** – 3:00 If You Let Me – 3:18 Jiving Sister Fanny – 2:45 Downtown Suzie (B. Wyman) – 3:51 Family – 3:30 Memo from Turner – 2:42 I’m Going Down – 2:50 |

* auf dem Original-Album fälschlich ‚Jagger/Richards‘ zugeschrieben

** auf dem Label der UK-Ausgabe ‚Jagger/Richard/Taylor‘ zugeschrieben

*** auf dem Cover ‚Jagger/Richards/Taylor‘ zugeschrieben

### CD-Version von 2002
Enthält alle originalen 16 Titel in dieser Reihenfolge:
1. Out of Time – 3:22
2. Don’t Lie to Me – 2:00
3. Some Things Just Stick in Your Mind – 2:25
4. Each and Every Day of the Year – 2:47
5. Heart of Stone – 3:47
6. I’d Much Rather Be with the Boys – 2:11
7. (Walkin’ Thru the) Sleepy City – 2:50
8. We’re Wastin’ Time – 2:42
9. Try A Little Harder – 2:17
10. I Don’t Know Why (aka Don’t Know Why I Love You) – 3:00
11. If You Let Me – 3:16
12. Jiving Sister Fanny – 3:23
13. Downtown Suzie – 3:52
14. Family – 4:04
15. Memo from Turner – 2:45
16. I’m Going Down – 2:52

## Details zu den Aufnahmen
Out of Time
- Demo-Aufnahme mit dem Rolling-Stones-Sänger Mick Jagger an den Lead-Vocals für die Hit-Single-Version von Chris Farlowe.
- Aufgenommen zwischen dem 27. und 30. April 1966. Die „offizielle“ Rolling-Stones-Version dieses Titels erschien erstmals am 15. April 1966 auf dem Album Aftermath in Großbritannien.

Don’t Lie to Me
- Aufgenommen am 12. Mai 1964
- Musiker: Mick Jagger (Gesang), Keith Richards (Gitarre), Brian Jones (Gitarre), Charlie Watts (Schlagzeug), Bill Wyman (Bass), Ian Stewart (Klavier)

Some Things Just Stick in Your Mind
- Aufgenommen am 13. Februar 1964
- Die erste veröffentlichte Version im Frühjahr 1965 war vom amerikanischen Duo Dick and Dee Dee, kurz gefolgt von einer Aufnahme der Sängerin Vashti Bunyan
- Auf dem Cover geschrieben als „Somethings Just Stick In Your Mind“.

Each and Every Day of the Year
- Aufgenommen Anfang September 1964
- Die Version von Bobby Jameson von 1965 hat denselben „Backing Track“ wie diese Metamorphosis-Aufnahme. Eine weitere Aufnahme ebenfalls von 1965 wurde von der Gruppe Thee veröffentlicht.
- Auf dem Cover geschrieben als „Each And Everyday Of The Year“.

Heart of Stone
- Aufgenommen zwischen dem 21. und 23. Juli 1964 mit Jimmy Page an der Gitarre und Clem Cattini am Schlagzeug.

I’d Much Rather Be with the Boys
- Aufgenommen im Februar 1965
- Ursprünglich 1965 veröffentlicht von der Gruppe The Toggery 5.

(Walkin’ Thru the) Sleepy City
- Aufgenommen Anfang September 1964
- Ursprünglich 1965 veröffentlicht von der Gruppe The Mighty Avengers.

We’re Wastin’ Time
- Aufgenommen Anfang September 1964
- Ursprünglich 1965 von Jimmy Tarbuck veröffentlicht

Try a Little Harder
- Aufgenommen am 13. Februar 1964

I Don’t Know Why
- Aufgenommen am 3. Juli 1969 (in der Nacht, als Brian Jones starb), während der Aufnahme-Sessions für das Album Let It Bleed. Die Musik nach der Pause wurde während einer späteren Bearbeitungsstufe hineingeschnitten. Das zweite Slide-Gitarren-Solo von Mick Taylor ist eine Kopie des ersten Solos.

If You Let Me
- Ein „Outtake“ (nicht verwendete Aufnahme) für das Rolling-Stones-Album Aftermath, aufgenommen zwischen dem 3. bis 6. März 1966
- Musiker: Mick Jagger (Gesang), Keith Richards (Gitarre), Brian Jones (Gitarre), Charlie Watts (Schlagzeug), Bill Wyman (Bass), Ian Stewart (Klavier)

Jiving Sister Fanny
- Aufgenommen im Juni 1969, während der Aufnahme-Sessions zum Album Let It Bleed, mit Mick Taylor an der Lead-Gitarre.

Downtown Suzie
- Aufgenommen am 23. April 1969 während der Aufnahme-Sessions zum Album Let It Bleed unter dem ursprünglichen Titel „Sweet Lisle Lucie“ (benannt nach der „Lisle Street“ im Rotlichtbezirk von Soho, London). Ry Cooder ist an der Open-G-gestimmten Gitarre zu hören.
- Die zweite Komposition Bill Wymans (nach In Another Land), die auf einem Rolling-Stones-Album veröffentlicht wurde.

Family
- Aufgenommen am 28. Juni 1968 als Beggars-Banquet-Outtake.
- Musiker: Mick Jagger (Gesang), Keith Richards (Gitarren), Charlie Watts (Schlagzeug), Bill Wyman (Bass), Nicky Hopkins (Klavier), Jimmy Miller (Percussion)

Memo from Turner
- Aufgenommen am 17. November 1968. Eine andere Aufnahme wurde für den Soundtrack des Films Performance verwendet und als Mick-Jagger-Solo-Single im Oktober 1970 veröffentlicht.
- Auf dieser Metamorphosis-Aufnahme ist Mick Jagger der Sänger und Al Kooper der Gitarrist. Die anderen Musiker auf dieser Aufnahme sind unbekannt. Jim Capaldi und Steve Winwood von der Band Traffic sollen bei dieser Aufnahme gespielt haben, sowie andere Mitglieder der Rolling Stones.

I’m Going Down
- Aufgenommen zwischen dem 14. bis 15. Juli 1970 als Sticky-Fingers-Outtake.
- Musiker: Mick Jagger (Gesang), Keith Richards (Gitarre), Mick Taylor (Bass), Charlie Watts (Schlagzeug), Bobby Keys (Saxophon), Rocky Dijon (Percussion)

## Texte/Übersetzungen/Noten
- The Rolling Stones. Songbook. 155 Songs [1963–1977] mit Noten. Deutsch von Teja Schwaner, Jörg Fauser und Carl Weissner. Mit 75 Alternativübersetzungen von Helmut Salzinger. Zweitausendeins, Frankfurt am Main 1977, S. 360–387, 887–922 und 952 f.